# Une vieille feuille
Une vieille feuille (Ein altes Blatt) est une nouvelle de l'auteur germanophone Franz Kafka publiée en 1920 dans le recueil de nouvelles Un médecin de campagne.

## Résumé
Un cordonnier raconte le terrible siège de sa ville par des nomades. Ceux-ci sont présentés comme des hommes violents, car ils font du pillage, incultes, car ils parlent une langue étrange. Son récit est souvent exagéré, il dit ainsi que leurs propres chevaux sont cannibales. Il affirme même qu'ils ont une fois dévoré un bœuf vivant. L'empereur s'est alors caché dans son palais avec sa garde. Le peuple est ainsi laissé à lui-même, et il sait bien qu'il périra.

## Analyse

### Forme
La nouvelle est racontée par un narrateur à la première personne. L'usage parfois du « nous » permet ainsi d'évoquer aussi l'unité et la solidarité du peuple, en opposition au pouvoir. La faiblesse de ce dernier est ainsi évoquée en épanadiplose, par les premières et dernières phrases.

### Liens avec d'autres nouvelles
Cette nouvelle évoque les thèmes de la soif de sang et du conflit insolvable que Kafka a exploré dans sa nouvelle Chacals et Arabes. De plus, cette nouvelle appartient au travail effectué par Kafka autour de La Muraille de Chine,.

### Symbolisme
Kafka a évoqué son propre nom. En effet, les nomades ont une langue dont le narrateur dit qu'elle ressemble aux cris des « choucas ». Ce mot se prononce kavka en tchèque, la langue natale de l'auteur.